# 過海隧道巴士608線
過海隧道巴士608線是一條由城巴營運的過海巴士路線，來往九龍城（盛德街）及筲箕灣，途經九龍土瓜灣、天寰、德朗邨、麗晶花園、啟業邨及九龍灣商貿區，取道觀塘繞道及東區海底隧道特快往返港島北角東部、鰂魚涌、太古城與西灣河。
過海隧道巴士608P線是608線的特別班次；來往小西灣（藍灣半島）及啟德，以途經港島柴灣、杏花邨、筲箕灣、西灣河後，取道東區海底隧道特快往返九龍灣商貿區，不經太古城、鰂魚涌及北角東部，只於星期一至五上午繁忙時間設去程及下午繁忙時間設回程服務。

## 歷史
為配合啟德發展區未來的人口增長，運輸署在「2017-2018年度九龍城區巴士路線計劃」中，建議在平日上午繁忙時間，開辦一條新巴士服務往九龍城（盛德街）單向往西灣河（嘉亨灣），加強啟德發展區及港島的公共交通連繫，並決定以招標形式挑選合適的巴士公司營辦本線。
2018年4月，運輸署決定向城巴批出本線的專營權，城巴將此線編號命名為608號線。
2018年5月，城巴內部一度透露本線將提供雙向全日服務，但最後決定安排開辦早上繁忙時間由九龍單向港島的服務。當局已經安排連接啟德至馬頭角的承啟道於2018年7月25日通車，並於2018年8月27日開辦此線，本線的原定回程路線是馬頭角道左轉炮仗街，但由於相關路面狹窄，12.8米長巴士未能通行，使回程服務未能如期開辦。故初期只能在早上繁忙時間，提供九龍城單向往西灣河的服務，一度引起居民不滿。直至2018年9月，運輸署及城巴建議本路線回程改經九龍灣商貿區、土瓜灣下路、新柳街、上路返回盛德街總站。結果，這建議獲區議會通過。
2018年12月2日起，本路線擴展至提供來回方向全日服務，回程繞經近MegaBox一段宏照道與土瓜灣南部。
2020年8月16日起，本線港島端總站與新巴2X線互調，由嘉亨灣延長至筲箕灣，往港島方向新增宏通街巴士站（除星期一至五09:00前班次外）及維持繞經太康街、鯉景道及太安街，並提早往九龍城頭班車時間至06:05。
2020年10月4日起，配合沙中綫工程完竣，往九龍城方向取消漆咸道北「山西街」站，改停馬頭圍道「落山道」站。
2021年1月3日起，此線來回程增停承啟道「機電工程署總部」巴士站。但受行人路工程影響，當日實際上只有往筲箕灣方向增設巴士站，九龍城方向之新站延至1月10日才啟用。
2021年11月1日起，608P線開辦；608往筲箕灣方向增設承啟道「沐泰街」站。
2022年6月27日起，608P新增07:30班次。
2023年4月23日起，608線來回方向及608P線往九龍城方向增設承啟道「德朗邨停車場」。
2023年7月30日起，608線星期一至五上午9時後、星期六、日及公眾假期全日往筲箕灣方向改經常悅道、常怡道、宏照道前往觀塘繞道，不經啟祥道及啟福道，取消啟祥道「香港輔助警察隊總部」、「宏展街」、啟福道「九龍灣國際展貿中心」及「宏通街」站，改停宏照道「臨華街」、常悅道「常悅道」及常怡道「常怡道」站；所有往筲箕灣方向不再繞經太康街、鯉景道及太安街，取消太康街「太康樓」、鯉景道「鯉景灣」及太安街「西灣河站」站，改停筲箕灣道「太安樓」站。
2024年11月18日起，608P線九龍總站遷往啟德公共運輸交匯處，不再途經土瓜灣，並增設下午繁忙時間由啟德開出之回程服務。
2025年4月7日：608P線新增星期一至五07:15由小西灣（藍灣半島）開出之班次。同年8月11日起，608P線上午由小西灣（藍灣半島）開出之班次增至四班，開出時間為07:15、07:30、07:40及07:50。

## 服務時間及班次
608
| 九龍城（盛德街）開 | 九龍城（盛德街）開 | 九龍城（盛德街）開 | 筲箕灣開         | 筲箕灣開            | 筲箕灣開            |  |
| 日期               | 服務時間           | 班次（分鐘）       | 日期             | 服務時間            | 班次（分鐘）        |  |
| ------------------ | ------------------ | ------------------ | ---------------- | ------------------- | ------------------- |  |
| 星期一至五         | 05:40              | 05:40              | 星期一至五       | 06:05-07:05         | 20                  |  |
| 星期一至五         | 06:10-07:00        | 25                 | 星期一至五       | 07:30、07:43、07:55 | 07:30、07:43、07:55 |  |
| 星期一至五         | 07:20、07:35       | 07:20、07:35       | 星期一至五       | 08:15-18:15         | 25                  |  |
| 星期一至五         | 07:50、08:00       | 07:50、08:00       | 星期一至五       | 18:15-18:55         | 20                  |  |
| 星期一至五         | 08:25、08:55       | 08:25、08:55       | 星期一至五       | 18:55-20:35         | 25                  |  |
| 星期一至五         | 09:20-16:50        | 25                 | 星期一至五       | 20:35-23:35         | 30                  |  |
| 星期一至五         | 16:50-17:09        | 19                 | 星期一至五       | 00:00               | 00:00               |  |
| 星期一至五         | 17:09-17:45        | 12                 |                  |                     |                     |  |
| 星期一至五         | 17:55、18:10       |                    |                  |                     |                     |  |
| 星期一至五         | 18:30-00:00        | 30                 |                  |                     |                     |  |
| 星期六             | 05:40-10:10        | 30                 | 星期六           | 06:05-10:05         | 30                  |  |
| 星期六             | 10:10-10:50        | 20                 | 星期六           | 10:05-20:30         | 25                  |  |
| 星期六             | 10:50-20:00        | 25                 | 星期六           | 21:00-00:00         | 30                  |  |
| 星期六             | 20:00-00:00        | 30                 | 星期六           |                     |                     |  |
| 星期日及公眾假期   | 05:40-10:10        | 30                 | 星期日及公眾假期 | 06:05-10:35         | 30                  |  |
| 星期日及公眾假期   | 10:10-18:30        | 25                 | 星期日及公眾假期 | 10:35-10:55         | 20                  |  |
| 星期日及公眾假期   | 18:30-00:00        | 30                 | 星期日及公眾假期 | 10:55-20:30         | 25                  |  |
|                    |                    |                    | 星期日及公眾假期 | 20:30-00:00         | 30                  |  |

- 橙字班次經啟祥道、啟福道，不經常悅道、常怡道及宏照道

608P
- 星期一至五
  - 小西灣（藍灣半島）開：07:15、07:30、07:40、07:50
  - 啟德：17:40、18:05

星期六、日及公眾假期不設服務。

## 收費
| 路線 | 全程收費 | 分段收費                                           |
| ---- | -------- | -------------------------------------------------- |
| 608  | $12.2    | - 過東區海底隧道後往筲箕灣／九龍城（盛德街）：$6.1 |
| 608P | $16.1    | - 過東區海底隧道後往啟德／小西灣（藍灣半島）：$6.1 |

| - 本線設有12歲以下小童及65歲或以上長者半價優惠。 - 65歲或以上香港居民使用「樂悠咭」，以及12歲以下合資格殘疾兒童使用「殘疾人士身份」個人八達通繳付車資，均可享有每程$2.0或半價（以較低者為準）的票價優惠；12至64歲合資格殘疾人士使用「殘疾人士身份」個人八達通（包括「樂悠咭」），以及60至64歲香港居民使用「樂悠咭」繳付車資，均可享有每程$2.0或全費（以較低者為準）的票價優惠。 - 65歲或以上長者如使用長者或一般個人八達通繳付車資，則只可享有半價優惠；12至64歲合資格殘疾人士如不使用「殘疾人士身份」個人八達通，以及60至64歲人士如不使用「樂悠咭」繳付車資，必須繳付全費。 - 乘客可以現金或八達通於上車時付款，不設找續。 - 每位成人乘客可免費攜帶最多兩名4歲以下而不佔座位的兒童乘客乘車，超額之4歲以下小童必須繳付小童車費乘車。 - 九龍巴士、城巴及龍運巴士全職員工及家屬（不包括外判職員）可免費乘搭本路線，惟必須拍職員或職員家屬八達通。 - 乘客亦可使用AlipayHK「易乘碼」、支付寶、 WeChatHK／微信支付「搭車碼」、銀聯雲閃付「乘車碼」及BOC Pay「乘車碼」、具有感應式支付功能的VISA、Mastercard及銀聯卡，以及Apple Pay、Google Pay及Samsung Pay流動支付平台繳付車資。使用此支付方式的乘客可享有中途下車之分段收費，以及與其他城巴獨營路線或聯營線城巴班次之轉乘優惠，惟不適用於與非城巴路線之轉乘優惠。使用此支付方式的乘客亦不能享有「公共交通費用補貼計劃」及「長者及合資格殘疾人士公共交通票價優惠計劃」。 - 此線和過海隧道巴士613線是眾多途經東隧之巴士路線中，全程收費最低的路線；而東隧往九龍城的分段收費更比其他來往油塘和九龍城、土瓜灣的巴士路線為低。 |

### 八達通轉乘計劃

#### 東區海底隧道轉乘優惠
乘客登上本線往港島方向後150分鐘內以同一張八達通卡於東區海底隧道巴士轉乘站轉乘以下路線往港島方向，或從以下路線登車後150分鐘內以同一張八達通卡於東區海底隧道巴士轉乘站轉乘本線往港島方向，次程可獲$5折扣優惠：
使用八達通卡乘搭此路線往港島方向之乘客，若於登車後150分鐘內在東區海底隧道巴士轉乘站以同一張八達通卡轉乘下列路線往港島，第二程成人票價可減收$5.0，小童／長者票價減收$2.5：
| 東隧轉乘優惠計劃路線列表 | 東隧轉乘優惠計劃路線列表 | 東隧轉乘優惠計劃路線列表 | 東隧轉乘優惠計劃路線列表 |
| 巴士公司                 | 轉乘路線                 | 出發地                   | 目的地                   |
| ------------------------ | ------------------------ | ------------------------ | ------------------------ |
| 城巴、九巴               | 302                      | 慈雲山（北）             | 上環                     |
| 城巴、九巴               | 302A                     | 慈雲山（北）             | 北角（健康村）           |
| 城巴、九巴               | 307                      | 大埔中心                 | 中環碼頭                 |
| 城巴、九巴               | 307A                     | 大埔頭                   | 上環                     |
| 城巴、九巴               | 307P                     | 大埔（汀太路）           | 天后站                   |
| 九巴                     | 373                      | 聯和墟                   | 中環（香港站）           |
| 城巴、九巴               | 601                      | 寶達                     | 金鐘（東）               |
| 城巴、九巴               | 601P                     | 寶達                     | 上環                     |
| 九巴                     | 603                      | 平田                     | 中環碼頭                 |
| 九巴                     | 603A                     | 平田                     | 中環                     |
| 九巴                     | 603S                     | 平田                     | 中環                     |
| 城巴、九巴               | 606                      | 彩雲（豐盛街）           | 小西灣（藍灣半島）       |
| 城巴、九巴               | 606A                     | 彩雲（豐盛街）           | 耀東邨                   |
| 城巴、九巴               | 606X                     | 九龍灣                   | 小西灣（藍灣半島）       |
| 城巴                     | 608                      | 九龍城（盛德街）         | 筲箕灣                   |
| 九巴                     | 613                      | 安泰（西）               | 筲箕灣                   |
| 九巴                     | 613A                     | 安泰（西）               | 杏花邨                   |
| 城巴、九巴               | 619                      | 順利                     | 中環（港澳碼頭）         |
| 城巴、九巴               | 619P                     | 順利                     | 中環（港澳碼頭）         |
| 城巴、九巴               | 641                      | 啟業                     | 中環（港澳碼頭）         |
| 城巴、九巴               | 671                      | 鑽石山站                 | 鴨脷洲（利樂街）         |
| 九巴                     | 673                      | 上水                     | 中環（香港站）           |
| 九巴                     | 673A                     | 上水                     | 中環（林士街）           |
| 九巴                     | 673P                     | 上水                     | 中環（林士街）           |
| 城巴、九巴               | 678                      | 上水                     | 銅鑼灣（東院道）         |
| 城巴、九巴               | 680                      | 利安                     | 金鐘（東）               |
| 城巴、九巴               | 680B                     | 富安花園                 | 金鐘（東）               |
| 城巴、九巴               | 680P                     | 烏溪沙站                 | 金鐘（東）               |
| 城巴、九巴               | 680X                     | 烏溪沙站                 | 中環（港澳碼頭）         |
| 城巴、九巴               | 681                      | 馬鞍山市中心             | 中環（香港站）           |
| 城巴、九巴               | 681P                     | 耀安                     | 上環                     |
| 城巴                     | 682                      | 烏溪沙站                 | 柴灣（東）               |
| 城巴                     | 682A                     | 馬鞍山市中心             | 柴灣（東）               |
| 城巴                     | 682B                     | 沙田（水泉澳邨）         | 柴灣（東）               |
| 城巴                     | 682P                     | 烏溪沙站                 | 柴灣（東）               |
| 城巴、九巴               | 690                      | 康盛花園                 | 中環（交易廣場）         |
| 城巴、九巴               | 690P                     | 康盛花園                 | 中環（交易廣場）         |
| 城巴                     | 694                      | 調景嶺站                 | 小西灣邨                 |

#### 九龍往港島轉乘優惠
以下轉乘需要在九龍登上第一程車才生效：
- 608往筲箕灣 → 2/2A任何方向、77/99往筲箕灣、81任何方向、82/82X/A12往小西灣、85/85A往寶馬山，次程免費
- 608往筲箕灣 → 8H任何方向，次程免費
- 608往筲箕灣 → 682/682A/682B/682P，次程免費
- 608往筲箕灣 → 18X往堅尼地城，次程車費$1.7
- 608往筲箕灣 → 77/99往南區，次程車費$1.8
- 608往筲箕灣 → 722，次程車費$1.1
- 608往筲箕灣 → 2X往嘉亨灣，次程免費
- 608往筲箕灣 → 2X往灣仔碼頭，次程車費$1.1
- 608往筲箕灣 → 14往赤柱，次程車費$3.8
- 608往筲箕灣 → 18(P)往堅尼地城，次程車費$1.1
- 608往筲箕灣 → 85A/722往筲箕灣，次程免費
- 608往筲箕灣 → 694往小西灣邨，次程免費
- 608往筲箕灣 → 720往嘉亨灣，次程免費
- 608往筲箕灣 → 720往中環，次程車費$1.1
- 608往筲箕灣 → 796X，回贈首程車資
- 608往筲箕灣 → 20，回贈首程車資
- 796X往將軍澳 → 608往筲箕灣，回贈首程車資
- 20往啟德→ 608往筲箕灣，回贈首程車資
- 22/22M往啟德郵輪碼頭 → 608往筲箕灣，回贈首程車資

#### 港島往九龍轉乘優惠
以下轉乘需要在港島登上第一程車才生效：
- 2/2A任何方向、8H任何方向、77/99由筲箕灣、81由興華邨、82/85/85A由小西灣、722由耀東邨 → 608往九龍城，回贈首程車資
- 82X往鰂魚涌 → 608往九龍城，次程車費$4.9
- 2X往灣仔 → 608往九龍城，回贈首程車資
- 2X往嘉亨灣 → 608往九龍城，兩程車費共$10.4
- 27/85/85A往北角／小西灣 → 608往九龍城，回贈首程車資
- 10往北角 → 608往九龍城，回贈首程車資
- 694往將軍澳 → 608往九龍城，次程免費
- 720往中環 → 608往九龍城，回贈首程車資
- A11往北角 → 608往九龍城，回贈首程車資
- 608由筲箕灣 → 20往大角咀，次程免費
- 608由筲箕灣 → 22往又一城，次程免費
- 608由筲箕灣 → 796X往尖沙咀東，次程免費

以下轉乘需要在香港仔隧道巴士轉乘站後登上第一程車才生效：
- 38、42(C)、65、77或99往東區 → 608往九龍城，回贈首程車資

以下轉乘需要在香港仔隧道巴士轉乘站或之前登上第一程車才生效：
- 38或42(C)往北角 → 608往九龍城，兩程車費共$11.1
- 65往北角 → 608往九龍城，兩程車費共$13.1
- 77/99往筲箕灣 → 608往九龍城，兩程車費共$11.1

以下轉乘需要在東區走廊後登上第一程車才生效：
- 722往耀東邨 → 608往九龍城，回贈首程車資

以下轉乘需要在摩頓臺後登上第一程車才生效：
- 63往北角 → 608往九龍城，回贈首程車資

以下轉乘需要在大坑道後登上第一程車才生效：
- 41A往北角 → 608往九龍城，回贈首程車資

以下轉乘需要在怡園前登上第一程車才生效：
- 41A往北角 → 608往九龍城，次程車費$4.2

以下轉乘需要在怡園至大坑道登上第一程車才生效：
- 41A往北角 → 608往九龍城，次程車費$5.6

以下轉乘需要在黃泥涌道後登上第一程車才生效：
- 8X往小西灣 → 608往九龍城，回贈首程車資

以下轉乘需要在黃泥涌道或之前登上第一程車才生效：
- 8X往小西灣 → 608往九龍城，次程車費$4.9

以下轉乘需要在東區走廊之前登上第一程車才生效：
- 8X往跑馬地 → 608往九龍城，次程車費$4.8
- 720/722往東區 → 608往九龍城，次程車費$3.9

以下轉乘需要在告士打道或之後登上第一程車才生效：
- A12往小西灣 → 608往九龍城，次程車費$3.9

以下轉乘需要在西區沿途登上第一程車才生效：
- A12往小西灣 → 608往九龍城，次程車費$3.0

以下轉乘需要在金鐘道之前登上第一程車才生效：
- 23往北角 → 608往九龍城，次程車費$5.2

以下轉乘需要在金鐘道或之後登上第一程車才生效：
- 23由往北角 → 608往九龍城，回贈首程車資

以下轉乘需要在山翠苑或之後登上第一程車才生效：
- 14往西灣河 → 608往九龍城，回贈首程車資

以下轉乘需要在山翠苑之前登上第一程車才生效：
- 14往西灣河 → 608往九龍城，兩程車費$13.1

以下轉乘需要在維園道或之前登上第一程車才生效：
- 18(P)往北角 → 608往九龍城，次程車費$5.2

以下轉乘需要在永興街或之後登上第一程車才生效：
- 18(P)往北角 → 608往九龍城，回贈首程車資

以下轉乘需要在德輔道西或之前登上第一程車才生效：
- 18X往筲箕灣 → 608往九龍城，次程車費$3.0

以下轉乘需要在告士打道沿途登上第一程車才生效：
- 18X往筲箕灣 → 608往九龍城，次程車費$3.9

以下轉乘需要在渣華道沿途登上第一程車才生效：
- 18X往筲箕灣 → 608往九龍城，回贈首程車資

以下轉乘需要在糖水道之前登上第一程車才生效：
- 81往柴灣 → 608往九龍城，回贈首程車資

以下轉乘需要在東區海底隧道巴士轉乘站之後登上第一程車才生效：
- 608往筲箕灣 → 22，回贈首程車資

## 行車路線
608
九龍城（盛德街）開經：盛德街、富寧街、馬頭涌道、木廠街、土瓜灣道、承啟道、沐安街、迴旋處、沐安街、承啟道、L3路、宏照道、常悅道、常怡道、宏照道、觀塘繞道、鯉魚門道、東區海底隧道、東區走廊、民康街、英皇道、筲箕灣道、愛秩序街及南安街。
逢星期一至五05:40-09:00由九龍城開出的班次，不經斜體字之路段，改經啟祥道及啟福道。
筲箕灣開經：未命名道路、南安里、筲箕灣道、英皇道、康山道、英皇道、健康西街、七姊妹道、電照街、渣華道、民康街、東區走廊、東區海底隧道、鯉魚門道、觀塘繞道、宏照道、L3路、承啟道、沐安街、迴旋處、沐安街、承啟道、土瓜灣道、馬頭圍道、新柳街、漆咸道北、馬頭圍道、馬頭涌道、馬頭角道及盛德街。
608P
小西灣（藍灣半島）開經：小西灣道、富怡道、小西灣道、柴灣道、永泰道天橋、永泰道、順泰道、盛泰道、杏花邨巴士總站、盛泰道、東區走廊、東喜道、南安里、筲箕灣道、太康街、東區走廊、東區海底隧道、鯉魚門道、觀塘繞道、宏照道、啟祥道、宏光道、啟信道、啟成街、承啟道及協調道。
啟德開經：協調道、承啟道、沐虹街、沐翠街、L3路、宏照道、常悅道、常怡道、宏照道、觀塘繞道、鯉魚門道、東區海底隧道、東區走廊、太安街、筲箕灣道、愛秩序灣道、東喜道、東區走廊、永泰道、盛泰道、迴旋處、盛泰道、永泰道、柴灣道、小西灣道、富怡道及小西灣道。

### 沿線車站
608
| 九龍城（盛德街）開 | 九龍城（盛德街）開     | 九龍城（盛德街）開 | 筲箕灣開 | 筲箕灣開               | 筲箕灣開       |
| 序號               | 車站名稱               | 位置               | 序號     | 車站名稱               | 位置           |
| ------------------ | ---------------------- | ------------------ | -------- | ---------------------- | -------------- |
| 1                  | 九龍城（盛德街）       | 盛德街巴士總站     | 1        | 筲箕灣                 | 筲箕灣巴士總站 |
| 2                  | 宋皇臺道               | 馬頭涌道           | 2        | 新成街                 | 筲箕灣道       |
| 3                  | 北帝街                 | 木廠街             | 3        | 海晏街                 | 筲箕灣道       |
| 4                  | 香港盲人輔導會         | 木廠街             | 4        | 西灣河文娛中心         | 筲箕灣道       |
| 5                  | 沐泰街                 | 承啟道             | 5        | 太富街                 | 筲箕灣道       |
| 6                  | 機電工程署總部         | 承啟道             | 6        | 康怡廣場               | 康山道         |
| 7                  | 天寰                   | 沐安街             | 7        | 寶峰園                 | 英皇道         |
| 8                  | 德朗邨停車場           | 承啟道             | 8        | 新威園                 | 英皇道         |
| 9                  | 德朗邨                 | 承啟道             | 9        | 民新街                 | 英皇道         |
| 10                 | 麗晶花園第8座          | 宏照道             | 10       | 健康村                 | 英皇道         |
| 11                 | 啟業邨                 | 宏照道             | 11       | 電照街                 | 電照街         |
| 12*                | 臨華街                 | 宏照道             | 12       | 東區海底隧道巴士轉乘站 | 東區海底隧道   |
| 13*                | 企業廣場               | 常悅道             | 13       | MegaBox                | 宏照道         |
| 14*                | MegaBox                | 常怡道             | 14       | 臨華街                 | 宏照道         |
| #                  | 香港輔助警察隊總部     | 啟祥道             | 15       | 九龍灣運動場           | 宏照道         |
| #                  | 宏展街                 | 啟祥道             | 16       | 麗晶花園第18座         | 宏照道         |
| #                  | 香港郵政大樓           | 啟福道             | 17       | 麗晶花園第13座         | 宏照道         |
| 15                 | 東區海底隧道巴士轉乘站 | 東區海底隧道       | 18       | 德朗邨                 | 承啟道         |
| 16                 | 健康村                 | 英皇道             | 19       | 德朗邨停車場           | 承啟道         |
| 17                 | 模範邨                 | 英皇道             | 20       | 天寰                   | 沐安街         |
| 18                 | 北角官立小學           | 英皇道             | 21       | 機電工程署總部         | 承啟道         |
| 19                 | 新威園                 | 英皇道             | 22       | 翔龍灣                 | 土瓜灣道       |
| 20                 | 船塢里                 | 英皇道             | 23       | 貴州街                 | 土瓜灣道       |
| 21                 | 太古城中心             | 英皇道             | 24       | 落山道                 | 土瓜灣道       |
| 22                 | 太安樓                 | 筲箕灣道           | 25       | 銀漢街                 | 土瓜灣道       |
| 23                 | 海晏街                 | 筲箕灣道           | 26       | 落山道                 | 馬頭圍道       |
| 24                 | 愛秩序灣道             | 筲箕灣道           | 27       | 天光道                 | 馬頭圍道       |
| 25                 | 南康街                 | 筲箕灣道           | 28       | 馬頭圍邨洋葵樓         | 馬頭圍道       |
| 26                 | 筲箕灣                 | 筲箕灣巴士總站     | 29       | 九龍城（盛德街）       | 盛德街巴士總站 |

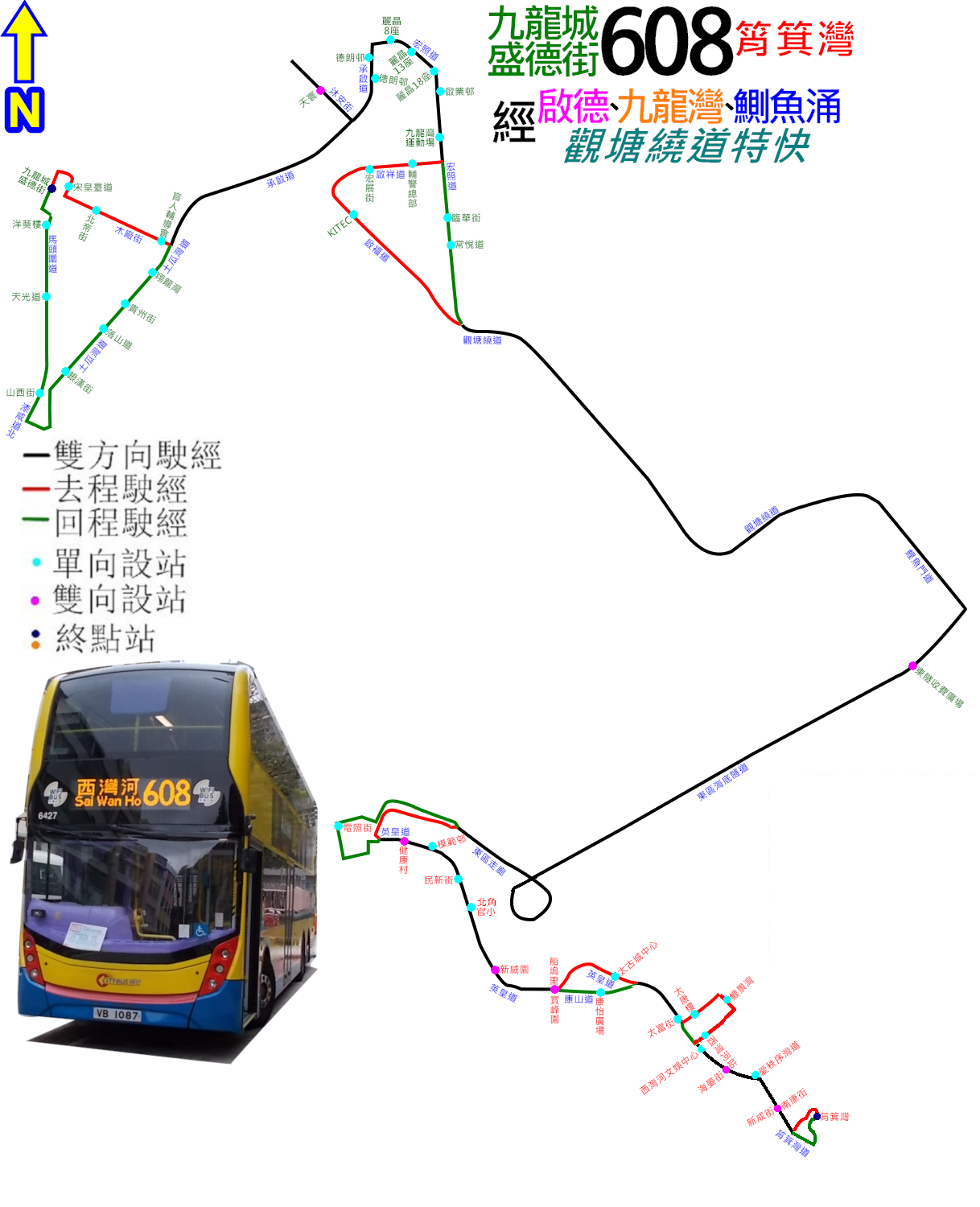
608線的走線圖

- 逢星期一至五09:00前的班次，不停靠有*號之車站，並加停有#號之車站。

608P
| 小西灣（藍灣半島）開 | 小西灣（藍灣半島）開     | 小西灣（藍灣半島）開             | 啟德開 | 啟德開                 | 啟德開             |
| 序號                 | 車站名稱                 | 位置                             | 序號   | 車站名稱               | 位置               |
| -------------------- | ------------------------ | -------------------------------- | ------ | ---------------------- | ------------------ |
| 1                    | 小西灣（藍灣半島）       | 小西灣（藍灣半島）公共運輸交匯處 | 1      | 啟德                   | 啟德公共運輸交匯處 |
| 2                    | 富怡花園                 | 富怡道                           | 2      | 稅務中心               | 協調道             |
| 3                    | 曉翠街                   | 小西灣道                         | 3      | 東九龍總區警察總部     | 協調道             |
| 4                    | 富城閣                   | 柴灣道                           | 4      | 啟德（啟晴邨）         | 啟德（啟晴邨）     |
| 5                    | 翠灣邨                   | 永泰道                           | 5      | 麗晶花園第8座          | 宏照道             |
| 6                    | 香港專業教育學院柴灣分校 | 順泰道                           | 6      | 啟業邨                 | 宏照道             |
| 7                    | 杏花邨                   | 杏花邨公共運輸交匯處             | 7      | 臨華街                 | 宏照道             |
| 8                    | 杏花新城（西翼）         | 盛泰道                           | 8      | 企業廣場               | 常悅道             |
| 9                    | 新成街                   | 筲箕灣道                         | 9      | MegaBox                | 常悅道             |
| 10                   | 海晏街                   | 筲箕灣道                         | 10     | 東區海底隧道巴士轉乘站 | 東區海底隧道       |
| 11                   | 西灣河文娛中心           | 筲箕灣道                         | 11     | 西灣河站               | 太安街             |
| 12                   | 太康樓                   | 太康街                           | 12     | 海晏街                 | 筲箕灣道           |
| 13                   | 東區海底隧道巴士轉乘站   | 東區海底隧道                     | 13     | 愛秩序灣道             | 筲箕灣道           |
| 14                   | MegaBox                  | 宏照道                           | 14     | 愛賢街                 | 愛秩序灣道         |
| 15                   | 臨華街                   | 宏照道                           | 15     | 香港東樹木組           | 東喜道             |
| 16                   | 德朗邨運動場             | 承啟道                           | 16     | 香港抗戰及海防博物館   | 東喜道             |
| 17                   | 德朗邨                   | 承啟道                           | 17     | 杏花新城（東翼）       | 盛泰道             |
| 18                   | 沐虹街                   | 承啟道                           | 18     | 城巴柴灣車廠           | 盛泰道             |
| 19                   | 東九龍總區警察總部       | 協調道                           | 19     | 柴灣工業城             | 永泰道             |
| 20                   | 啟德                     | 啟德公共運輸交匯處               | 20     | 常安街                 | 柴灣道             |
|                      |                          |                                  | 21     | 富欣花園               | 小西灣道           |
| 22                   | 培僑小學                 | 富怡道                           |        |                        |                    |
| 23                   | 小西灣（藍灣半島）       | 小西灣（藍灣半島）公共運輸交匯處 |        |                        |                    |

## 使用狀況
608線行經東區海底隧道及觀塘繞道，特快來往土瓜灣、啟德及九龍灣至港島東區。相對走線迂迴的106線及606線，本路線明顯更為直接及快捷，節省超過一半時間，車費亦較便宜，加上本線同時駛經九龍灣商貿區及鰂魚涌太古坊（分別吸引東區居民到九龍灣上班及土瓜灣、啟德一帶居民到太古坊上班），繁忙時間兩邊方向都可望出現滿載乘客的情況，但其餘時間客量仍較為慘淡，2019年3月錄得非繁忙時間的載客率只有15%。為改善客量及因應啟德持續發展，本線在2020年往港島方向改經常怡道及宏照道，並延長港島端總站至筲箕灣，以吸納更多九龍灣商貿區乘客，而來回繞經沐泰街的改動則於2021年11月1日加設港島方向分站。
608線與多條新巴及城巴路線設有八達通轉乘優惠，變相擴大其服務範圍，2020年8月16日起亦延長至筲箕灣；2021年建議增加特別線608P，在早上繁忙時間由小西灣（藍灣半島）經杏花邨、西灣河、九龍灣、啟德、土瓜灣前往九龍城，在相關時間擴展覆蓋範圍至該帶，於同年11月1日實施。不過，現時608線只在往港島方向提供與694線的$5折扣轉乘優惠。因此，有東區區議員要求城巴及新巴提供608及694的免費轉乘優惠，以加強小西灣至九龍東的特快巴士服務。

## 外部連結
- 過海隧道巴士608線路線圖 （页面存档备份，存于）
- 過海隧道巴士608P線路線圖 （页面存档备份，存于）
- 過海隧道巴士608線詳細時間表 （页面存档备份，存于）